# Leptodermis glomerata
Leptodermis glomerata är en måreväxtart som beskrevs av John Hutchinson. Leptodermis glomerata ingår i släktet Leptodermis och familjen måreväxter. Inga underarter finns listade i Catalogue of Life.